# Robert Leistenschneider
Robert Leistenschneider (* 7. Juni 1894 in Merzig; † 13. Juni 1968 in Berlin) war ein deutscher Produktionsleiter bzw. Herstellungsleiter beim reichsdeutschen, bundesrepublikanischen und DDR-Film.

## Leben und Wirken
Leistenschneider hatte seine frühen Erwachsenenjahre auf dem Schlachtfeld verbracht: 1914 meldete er sich als Kriegsfreiwilliger, wurde verwundet und im Januar 1919 aus ärztlicher Behandlung entlassen. Das Filmmetier lernte er zwischen Juni 1919 und Juni 1921 bei seinem Onkel kennen, einem Kulturfilmproduzenten und Filmverleiher. 1921 nahm Leistenschneider Schauspielunterricht in München und besuchte von Oktober 1921 bis April 1923 die dort beheimatete Deutsche Filmschule. Gleichzeitig (von Juli–Dezember 1922) bildete er sich im Bereich technische Fragen an der ‘Höheren Fachschule für Fototechnik und Kinematographie’ fort.
Seine ersten praktischen Erfahrungen sammelte Leistenschneider, anfänglich vor allem unter dem Regisseur Géza von Bolváry, als Aufnahmeleiter. In dieser Funktion war er von 1923 bis 1932 unter anderem an „Wüstenrausch“, „Mädchen, die man nicht heiratet“, „Hochstapler wider Willen“, „Frauen, die nicht lieben dürfen“, „Die Fürstin der Riviera“, Heinz Rühmanns Film-Debüt „Das deutsche Mutterherz“, „Fräulein Mama“, „Die Königin des Varietés“, „Hotelratten“, „Das Spielzeug schöner Frauen“, „Möblierte Zimmer“, „Zwischen vierzehn und siebzehn“, „Gefahren der Brautzeit“, Geld auf der Straße und Panik in Chicago beteiligt.
Seit Ende 1932 arbeitete Leistenschneider regelmäßig als Produktionsleiter (und gelegentlich auch als Herstellungsleiter) für die verschiedensten Gesellschaften, von 1934 bis 1936 auch in Österreich. Während des Zweiten Weltkriegs (1941 bis 1945) konzentrierte er sich ausschließlich auf die Herstellung von Rühmann-Streifen, darunter dessen Komödienklassiker Quax, der Bruchpilot und Die Feuerzangenbowle.
Nach dem Krieg zeichnete Robert Leistenschneider zeitweilig für DEFA-Produktionen verantwortlich, ab 1953 nur noch für Filme bundesdeutscher Firmen.

## Filmografie
| - 1932: Marion, das gehört sich nicht - 1933: …und wer küßt mich? - 1933: Das verliebte Hotel - 1933: Das Lied der Sonne - 1933: Fräulein Hoffmanns Erzählungen - 1934: Die vertauschte Braut - 1934: Klein Dorrit - 1934: Polenblut - 1934: Hohe Schule - 1934: Der Herr ohne Wohnung - 1935: Der Himmel auf Erden - 1935: Endstation - 1935: Der junge Graf - 1935: Knox und die lustigen Vagabunden (Zirkus Saran) - 1936: Flitterwochen - 1936: Ein Mädel vom Ballett - 1936: Manja Walewska - 1937: Der Hund von Baskerville - 1937: Der Unwiderstehliche - 1938: Fahrendes Volk | - 1941: Quax, der Bruchpilot - 1942: Sophienlund - 1943: Ich vertraue Dir meine Frau an - 1943/47: Quax in Afrika – Regie - 1944: Die Feuerzangenbowle. - 1944: Der Engel mit dem Saitenspiel - 1945: Sag’ die Wahrheit (unvollendet) - 1946: Zugvögel - 1947: Straßenbekanntschaft - 1948: Träum’ nicht, Annette! - 1948: … und wenn’s nur einer wär’ … - 1949: Die blauen Schwerter - 1950: Saure Wochen – frohe Feste - 1951: Frauenschicksale - 1952: Die Störenfriede - 1953: Staatsanwältin Corda - 1954: Drei vom Varieté - 1956: Von der Liebe besiegt - 1957: Zwei Herzen voller Seligkeit - 1958: Stefanie |